# Au 4G LTE
au 4G LTE（エーユー フォージー エルティーイー）は、auブランドを展開するKDDI、および沖縄セルラー電話のLTE（FDD-LTE）を使用した携帯電話・タブレット・データ通信端末向け通信サービスのブランド名称。2012年9月21日、iPhone 5の発売と同時にサービスが開始された。以下、本稿では特に注記しない場合、「4G LTE」は本サービスを指すこととする。なお、KDDI、および沖縄セルラー電話は2014年10月27日、同年12月12日より「4G LTE」を利用した音声通話サービス「au VoLTE」（エーユー ヴォルテ(ボルテ)）を順次開始すると公式発表した。本稿ではこれについても便宜上記述する。

## 概要
通信規格には3.9Gに属する技術であるLTEが採用されている。かつて、KDDIではCDMA 1X WIN（のちCDMA 1Xと共に2012年11月2日よりサービス名をau 3Gに改称）の後継となる通信規格としてLTEとほぼ同等の性能を有するUMBの採用を予定していたが、主要各国のCDMA事業者がLTE採用を表明したことを受けて、2008年にLTEの採用を正式に決定した。
他キャリアのLTEサービスに存在しない独自技術として、音声着信時にLTEから3Gに回線を約4秒で切り替える高速なCSフォールバックである「eCSFB」（enhanced Circuit Switched Fallback）がサービス開始当初から導入されている。
約款上は、携帯電話（スマートフォン・ガラホ）が「LTEデュアル」、データ通信端末・タブレットが「LTEシングル」であり、デュアル契約は第1種と第2種が、シングル契約は第1～4種が存在する。
4Gを「ハイスピード」と呼ぶ場合に、比較上、「ハイスピードプラスエリア」のモードと呼ぶ場合がある（モバイルWIFIサービスなど）。

## 展開

### 使用周波数帯

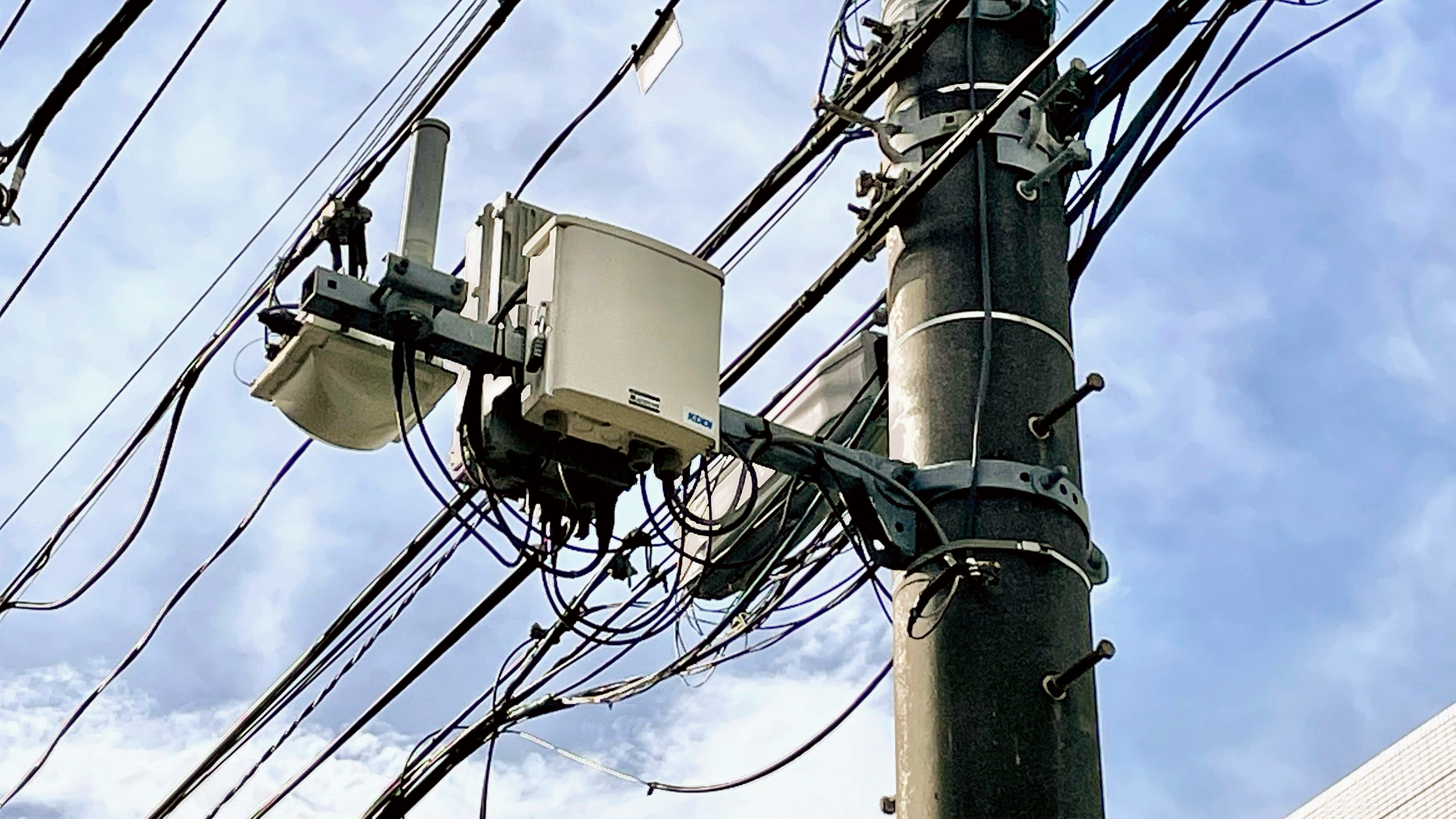
auのピコセル（小型基地局）

2014年4月時点では、800MHz帯(Band 18)10MHz幅×2・1.5GHz帯(Band 11)10MHz幅×2・2.1GHz帯(Band 1)20MHz幅×2の計40MHz幅を用いてサービスを提供している。2015年1月より700MHz帯(Band 28)10MHz幅×2でのサービスも順次提供した。

### エリア展開
サービス開始当初は、Android・データ通信端末（800MHz帯・1.5GHz帯）とiOS端末（2.1GHz帯）で使用周波数帯が分離されていたため、それぞれの周波数帯でエリアを十分に整備していく必要があった。しかし、800MHz帯を主力とする当初からの整備方針や、電波の性質上、低周波数帯であるAndroid・データ通信端末専用の800MHz・1.5GHz帯のエリア拡大の方が比較的スムーズに進行し、各種メディアの記事にもその傾向が記されていた。
2013年夏モデルより、800MHz帯・1.5GHz帯・2.1GHz帯の3つの周波数帯に対応したAndroid端末の提供が開始された。また、2013年9月からは800MHz帯・2.1GHz帯の2つの周波数帯に対応したiOS端末iPhone 5sおよびiPhone 5cの提供が開始され、Android・データ通信端末とiOS端末の間のサービス提供エリアの差は小さくなっている。
2012年度末（2013年3月）までの実人口カバー率96%の実現を目標としエリア整備を行うとされていたが、これは800MHz帯とその補完バンドである1.5GHz帯のエリアである。また、2014年にはこのエリアの実人口カバー率が99％以上になるとの見通しが、2013年1月28日の決算発表の場での社長インタビューで明らかにされた。その後、2014年3月14日付で800MHz帯によるau 4G LTEの実人口カバー率99%を達成した。
2014年4月21日のキャリアアグリゲーションに関する発表の場で、2.1GHz帯のエリアも順次拡大していき、2014年3月末時点で85％である2.1GHz帯の実人口カバー率は、2015年3月末には90％を超える予定だと発表した。その後、2.1GHz帯の実人口カバー率は、2014年6月末時点で90％、2014年7月末時点で91％、2014年9月末時点で92％を達成した。
800MHz帯・1.5GHz帯のエリアマップはホームページ上に掲載されているが、2.1GHz帯に関してはエリアマップが提供されておらず、利用可能な市町村名が公開されているのみである。ただし、地下鉄エリアは800MHz帯と同等のエリアに達している。
2013年 au 4G LTEの人口カバー率の案内に関する問題
2013年3月15日、auの総合カタログ、法人向け総合カタログ、サイト上でのau 4G LTEの人口カバー率に誤記があると発表した。誤記内容は、「iPhone 5が対応しない周波数帯（800MHz帯・1.5GHz帯）において、下り最大75Mbpsでの実人口カバー率を2013年までに96%を達成する」という内容を「iPhone 5を含む」と記載したというものである。
KDDIは同年5月21日に消費者庁から、これらの広告の内容について、不当景品類及び不当表示防止法第6条の規定に基づく措置命令を受け、同時に記載内容に問題のあったau 4G LTE（iPhone 5が唯一対応する2.1GHz帯）での下り最大75Mbpsエリアの実人口カバー率が14%であることを明らかにした。なお、2013年5月21日時点では下り最大37.5Mbpsでの実人口カバー率は公開されなかったが、同年6月10日に同年5月末現在の実人口カバー率が71%であることを公表した。

### 通信速度
サービス開始当初は800MHz帯・1.5GHz帯・2.1GHz帯のすべてにおいて、下り最大75Mbps（10MHz幅）でのサービスが提供されていた。なお、2.1GHz帯の多くのエリアでは下り最大37.5Mbps（5MHz幅）での提供であった。これは他社の高速通信サービスと同様に、4G LTE非対応端末の収容のために3Gの周波数帯を十分に残す必要があったためである。
2013年5月20日の2013年夏モデル発表会の場で、2.1GHz帯における下り最大100Mbps（上り最大15Mbps）のサービスの開始が正式に発表された。なお、基地局の仕様では下り最大112.5Mbpsまで対応しており、対応端末が発売され次第、同速度でのサービス提供の開始が可能となっていた。
2013年9月2日には、同年8月から一部エリアの基地局において、20MHz幅化（下り最大150Mbps）を開始していることを明らかにした。その後、同年10月2日に2013年冬モデルとして、下り最大150Mbpsのサービスに対応した端末が発表されている。
2014年4月21日、LTE-Advanced（4G）の技術の一つである非連続の周波数帯を束ねて広帯域化するキャリアアグリゲーション（CA）技術を用いて、より広大なエリアにおける下り最大150Mbps（計20MHz幅）でのサービスを2014年夏から順次開始すると発表した。その後、同年5月21日のGALAXY S5 SCL23へのソフトウェアアップデートの提供と同時にサービスを開始している。

## 料金
3G/WiMAXなどから4G LTEへの契約変更には、手数料として3,240円(税込)がかかる。また逆に4G LTEから3G/WiMAXなどへの変更も同様に契約変更手数料がかかる。

### LTEプラン
4G LTE対応スマートフォン端末を使用するにはLTEプランへの加入が必須である（タブレット端末の場合は不要）。基本使用料は誰でも割・スマイルハート割引への加入で月額1,008円（加入しない場合は2,016円）である。従来のCDMA 1X WIN端末向けプランには加入することができず、無料通話分は廃止された。通話料・Cメール送受信料は以下の通り。
|        |        | 国内通話                               | 国内通話                                                       | Cメール                 |
|        |        | 1～21時                                | 21～1時                                                        | Cメール                 |
| ------ | ------ | -------------------------------------- | -------------------------------------------------------------- | ----------------------- |
| 通信先 | au携帯 | 無料                                   | 21.6円/30秒 （au通話定額24加入で無料・通話ワイド24加入で半額） | 送受信無料              |
| 通信先 | au以外 | 21.6円/30秒 （通話ワイド24加入で半額） | 21.6円/30秒 （通話ワイド24加入で半額）                         | 送信3.24円/1通 受信無料 |

- 「家族割」と「誰でも割・スマイルハート割引」の加入で家族間通話は24時間無料。

### 通話オプション
- au通話定額24（515円/月） - 24時間au携帯電話への通話が無料となる。指定通話定額との併用は不可。
- 通話ワイド24（1,008円/月） - 他社携帯電話・固定電話および通話無料対象時間外のau携帯電話への通話料が半額となる。
- 電話きほんパック（324円/月） - 留守番電話サービスを使用するためには加入必須。「迷惑電話撃退サービス」「三者通話サービス」「待ちうた」も利用できる。

### インターネット接続サービス
インターネットを利用する場合はスマートフォン・タブレット端末ともに「LTE NET」に加入する必要がある。料金は324円で従来のIS NETと同額である。「LTEフラット」等のデータ定額サービスに加入しない場合の国内パケット通信料は0.648円/KB（上限21,600円）である。
通信量制限は他社と同じく7GBで、これを超過した場合は128kbpsに速度制限されるが、2,700円の「エクストラオプション」に加入することにより追加で2GBまでは速度制限を回避できる。
データ端末向けインターネット接続サービス
データ端末向けには「LTE NET for DATA」が用意されている。料金は525円でデータ端末(2013年2月現在、法人向けのみ提供)向けとなっているが、Androidのスマートフォン・タブレットでも利用可能である。「LTE NET」との違いは以下の通り。
- IPv4グローバルアドレスによるインターネット接続 - LTE NETはプライベートアドレス（キャリアグレードNAT）。
- IPv6グローバルアドレスによるインターネット接続 - スマートフォン・タブレット自身にIPv6アドレスを付与。なお、テザリングで接続したPCはIPv4アドレスしか使用できない。
- キャリアメール(@ezweb.ne.jp)使用不可 - キャリアメールにはLTE NET加入が必要。
- PCからの通信は最適化(画像等の高圧縮化)の対象外 - LTE NETはPCからの通信も最適化の対象。

上記以外のパケット料金や通信制限などはLTE NETと同じ。
データ定額サービス
- LTEフラット（6,156円/月） - 従来のISフラットと同等のサービス。
- LTEフラット for Tab/Tab(i)（6,156円/月） - タブレット端末向けのデータ定額サービス。料金は「誰でも割シングル」適用時のもの。
- LTEダブル定額 for Tab/Tab(i)（540円/月～5,662円/月） - 「スマホセット割（詳細は下記）」適用時のみ選択可能。11.5MBまでは従量制（以後、定額制）である。料金は「誰でも割シングル」適用時のもの。

オプション
- テザリングオプション（540円/月） - +WiMAX対応の3G機とは異なり、テザリングを使用するためには加入必須となっている。当プラン加入で7GBの通信量制限が500MB上乗せされ7.5GBまでとなる。
- エクストラオプション(2,700円) - 当オプションへの加入により、通信速度の制限を回避することができる。通信量を2GB経過するごとに課金される。

タブレット端末向け割引サービス
- スマホセット割 - 同一の名義のauのスマートフォンを持っている場合は基本料（「LTEフラット for Tab/Tab(i)」「LTEダブル定額 for Tab/Tab(i)」）より980円割引となる。また、2013年5月末まではスマホセット割適用の場合に限り、「ゼロスタート定額キャンペーン」として、「LTEダブル定額 for Tab/Tab(i)」が最低0円から定額上限5,122円となる。LTE NETの月額使用料である324円はデータ通信を使用しなかった月は無料となる。

公衆無線LANサービスであるau Wi-Fi SPOT、家庭向けレンタル無線LANルータであるWi-Fi HOME SPOTの利用は「LTEフラット」「LTEフラット for Tab/Tab(i)」「LTEダブル定額 for Tab/Tab(i)」のいずれかへの加入により無料となる。例外として、au Wi-Fi SPOTはゼロスタート定額キャンペーン適用の場合のみ月額504円の料金がかかる。

## 端末
2012年9月21日の2.1GHz帯でのサービス開始時点での対応端末はiPhone 5のみであった。同年10月17日に発表された2012年冬モデルのAndroid端末10機種は4G LTE対応となり、対応端末が大幅に拡充された。以後、auから発売されたスマートフォン・タブレット端末・データ通信端末は全て4G LTE対応である。
au VoLTEに対応しないスマートフォン・タブレット端末は全てCDMA 1X WINとのデュアルモード端末である。また、無線LANは全てIEEE802.11a/b/g/n(2.4GHz/5GHz)に対応し、2013年夏モデルの一部からはIEEE802.11acにも対応している。
iPhone・iPadとデータ通信専用端末以外は全てxxL21・xxT21(3G通信対応タブレット)・xxV31・xxF31・xxT31(3G通信非対応タブレット)から始まる製造型番となり、これまでのISシリーズに対比して「Lシリーズ」（LTE対応スマートフォン専用）もしくは「Tシリーズ」（タブレット専用）、「Vシリーズ」（VoLTE対応スマートフォン専用）、「Fシリーズ」（フィーチャーフォン専用）と称される場合もある。これまでのauの端末はその名称と製造型番が一致していない場合が多かった（ISシリーズ：IS0y・IS1yxx・ISW1yxx⇔xxIyy、データ通信端末：DATAyy⇔xxDyy）が、VoLTE対応端末を含む4G LTE対応端末は製造型番がそのまま端末の名称に使われている。製造型番がxxXyyとなるiidaコンセプトシリーズの機種（例・INFOBAR A02等）および製造型番がxxYyyとなるURBANOシリーズ、およびTORQUE G01等の端末納入メーカーオリジナルコンセプトモデルは、製造型番は端末の名称に使われないが、その場合でも製造型番はxxX21・xxY21（VoLTE対応端末は通常モデルのVシリーズ同様にxxV31）から始まる。
CDMA 1X WINまでとは異なり、メーカーの略号はすべてアルファベット2文字に統一されている（ただし、略号が1文字だったメーカーでLTE端末を供給しているのは富士通（F→FJ）・京セラ（K→KY）・ソニー（S→SO）のみ）。

## 沿革

### サービス
2012年（平成24年）
- 9月12日 - iPhone 5の発売と同時にサービスを開始すると発表。
- 9月21日 - 2.1GHz帯でのサービス開始。
- 11月2日 - 800MHz帯・1.5GHz帯でのサービス開始。
- 12月31日 - 午前0時から午前4時23分にかけて、設備へのアクセス集中が原因でサービスが利用できない、または利用しにくい状態となった。 影響数は最大180万人。

2013年（平成25年）
- 1月2日 - 午前0時17分から午前2時10分にかけて、設備の誤動作が原因でサービスが全国で利用できない状態となった。影響数は最大175万人。
- 4月27日 - 午後4時1分から午後10時18分にかけて、設備に内在するバグが原因でサービスが東京都・神奈川県・山梨県の一部で利用できない状態となった。影響数は最大59万人。
- 5月20日 - 2.1GHz帯において、下り最大112.5Mbps（15MHz幅）でのサービスの提供開始を正式に発表。開始時点では端末の仕様上、下り最大100Mbpsまでの対応となる。
- 5月29日 - 午前4時30分から午後11時13分にかけて、設備の故障および内在するバグが原因で4月27日と同様の通信障害が発生。影響数は最大56万人。障害発生と同時に大量の端末が3G回線へのハンドダウンを行ったため、音声通信サービスの障害も誘発した。
- 5月30日 - 午後1時4分から午後11時2分にかけて、設備へのアクセス集中および内在するバグが原因で4月27日と同様の通信障害が発生。影響数は最大64万人。
- 8月下旬 - 2.1GHz帯において、下り最大150Mbps（20MHz幅）でのサービスを一部のエリアで順次開始。開始時点では対応端末は提供されていない。

2014年（平成26年）
- 4月21日 - 2014年夏モデルから、キャリアアグリゲーション技術（以下、CA）への対応を開始すると発表。KDDIでは、これを「日本初のLTE-Advanced（第4世代移動通信システム）の導入開始」としている。
- 5月21日 - GALAXY S5 SCL23へのソフトウェアアップデートの提供と同時に、800MHz帯と2.1GHz帯（計20MHz幅）でのCAによる下り最大150Mbpsのサービスを開始。同時にWiMAX 2+への対応も開始。
- 10月27日 - 2014年冬モデルのURBANO V01（KYV31）、およびisai VL LGV31からVoLTEへの対応を開始すると発表。
- 12月12日 - URBANO V01（KYV31）、およびisai VL LGV31の発売開始に併せる形でVoLTEによるサービスを開始。
- 12月23日 - 日本国内の通信キャリアとしては初となるFirefox OS搭載スマートフォンのFx0 LGL25を公式発表。

2015年（平成27年）
- 1月 - 700MHz帯でのサービスを順次開始。
- 4月9日 - iPhone 6、およびiPhone 6 PlusがiOS 8.3へのアップデートに伴いVoLTEに正式対応。なお、VoLTEを有効にする場合は設定画面のモバイルデータ通信の項目で、手動で4G通信の部分に「音声通話およびデータ」の設定を有効にする必要がある。これを有効にした場合は既存のVoLTE対応Android搭載auスマートフォン同様、国内向け3Gの各種サービスは利用不可となる。シンクコールは当初は非対応であったが、同年12月8日より対応した。
- 11月16日 - 従量制データ通信サービスの新規受付を終了。

### 端末
2012年（平成24年）
- 9月21日 - 初の4G LTE対応機種となるiPhone 5(モデルA1429-CDMA)を発売。
- 10月17日 - 4G LTE対応のAndroid端末10機種を発表。
- 11月2日 - AQUOS PHONE SERIE SHL21、Xperia VL SOL21、GALAXY S III progre SCL21、G'zOne TYPE-L CAL21、Optimus G LGL21、VEGA PTL21、ARROWS ef FJL21を発売。
- 11月2日 - 法人向けにWi-Fi WALKER LTE HWD11、USB STICK LTE HWD12の提供を開始。
- 11月9日 - DIGNO S KYL21を関東・関西・沖縄地区にて発売。当初は11月2日の発売予定だったが、不具合が存在することが判明したため延期された。
- 11月16日 - DIGNO S KYL21の販売を上記を除く残りの地区で開始。
- 12月7日 - AQUOS PAD SHT21を発売。
- 12月9日 - HTC J butterfly HTL21を発売。

2013年（平成25年）
- 1月25日 - iidaシリーズとしては初の4G LTE対応機種となるINFOBAR A02(HTX21)を発表。
- 2月15日 - INFOBAR A02を関東・沖縄地区にて一部カラーバリエーションのみ先行発売。残りの地区・カラーバリエーションはその後、順次発売となる。
- 5月20日 - HTC J One HTL22、Xperia UL SOL22、AQUOS PHONE SERIE SHL22、URBANO L01（KYY21）を発表。これら以降のAndroid端末は全て800MHz帯・1.5GHz帯・2.1GHz帯のトリプルバンドに対応する。
- 5月25日 - Xperia UL SOL22を発売。
- 6月1日 - HTC J One HTL22を発売。ただし、ホワイトメタルからの先行発売となり、ブラックメタルは後日発売となる。
- 6月21日 - URBANO L01(KYY21)を発売。
- 7月12日 - AQUOS PHONE SERIE SHL22を発売。
- 8月24日 - HTC J One HTL22に新色としてレッドメタルを追加発売。
- 9月20日 - iPhone 5s(モデルA1453)、およびiPhone 5c(モデルA1456)をそれぞれ発売。
- 10月2日 - isai LGL22、Xperia Z1 SOL23、AQUOS PHONE SERIE SHL23、ARROWS Z FJL22、DIGNO M KYL22、GALAXY Note 3 SCL22、ARROWS Tab FJT21を発表。これらの端末は全て、下り最大150Mbpsのサービスに対応する。
- 10月17日 - au初の本格的なファブレットとなるGALAXY Note 3 SCL22を発売。
- 10月23日 - Xperia Z1 SOL23を発売。
- 10月31日 - Wi-Fi WALKER WiMAX2+ HWD14を発売。ただし、ブライトシルバーからの先行発売となり、メタリックレッドは同年11月22日以降、順次発売となる。
- 11月1日 - iPad Air（Wi-Fi + Cellularモデルのみ）を発売。
- 11月14日 - iPad mini Retinaディスプレイモデル（Wi-Fi + Cellularモデルのみ）を発売。
- 11月15日 - AQUOS PHONE SERIE SHL23を発売。
- 11月22日 - ARROWS Z FJL22を発売。
- 11月23日 - isai LGL22のアクアとホワイト、DIGNO M KYL22をそれぞれ発売。
- 11月28日 - isai LGL22のブラックを発売。
- 11月29日 - ARROWS Tab FJT21を発売。
- 12月5日 - isai LGL22のブルーを発売。

2014年（平成26年）
- 1月22日 - G Flex LGL23、Xperia Z Ultra SOL24、URBANO L02(KYY22)、AQUOS PHONE SERIE mini SHL24、AQUOS PAD SHT22を発表。URBANO L02を除く4機種が下り最大150Mbpsのサービスに対応する（URBANO L02のみ下り最大100Mbps）。
- 1月25日 - G Flex LGL23、およびXperia Z Ultra SOL24をそれぞれ発売。
- 2月8日 - URBANO L02を発売。
- 2月22日 - AQUOS PHONE SERIE mini SHL24を北海道を除く全地区にて発売（北海道は2月23日発売）。
- 2月26日 - AQUOS PAD SHT22を発売。
- 5月8日 - isai FL LGL24、Xperia ZL2 SOL25、GALAXY S5 SCL23、AQUOS SERIE SHL25、URBANO L03(KYY23)、TORQUE G01(KYY24)、Xperia Z2 Tablet SOT21、ASUS MeMO Pad 8(AST21)を発表。TORQUE G01とASUS MeMO Pad 8を除く6機種がキャリアアグリゲーションを用いた下り最大150Mbpsのサービス（名称は「4G LTE CA(キャリアアグリゲーション)」）とWiMAX 2+に対応する。
- 5月15日 - GALAXY S5 SCL23を発売。
- 5月23日 - Xperia ZL2 SOL25を発売。
- 6月13日 - AQUOS SERIE SHL25を発売。
- 6月28日 - URBANO L03（KYY23）を発売。
- 7月5日 - Xperia Z2 Tablet SOT21を発売。
- 7月18日 - isai FL LGL24を発売。
- 7月25日 - TORQUE G01（KYY24）を発売。
- 7月31日 - 2014年夏モデルとしては最後発となるHTC J butterfly HTL23を公式発表。キャリアアグリゲーションを用いた下り最大150MbpsのサービスとWiMAX 2+に対応する。
- 8月29日 - HTC J butterfly HTL23、およびASUS MeMO Pad 8(AST21)を発売。
- 9月19日 - iPhone 6、およびiPhone 6 Plusをそれぞれ発売。
- 10月23日 - Xperia Z3 SOL26、およびGALAXY Note Edge SCL24（チャコールブラック）をそれぞれ発売。
- 12月4日 - GALAXY Tab S SCT21を発売。
- 12月12日 - URBANO V01（KYV31）、およびisai VL LGV31をそれぞれ発売。
- 12月25日 - Fx0 LGL25をauオンラインショップおよびKDDI直営店にて先行発売。

2015年（平成27年）
- 1月6日 - Fx0 LGL25をauショップ、およびPiPitを含むトヨタディーラー各店、その他のau取扱店にて順次発売。
- 1月29日 - AQUOS SERIE mini SHV31を発売。
- 1月30日 - miraie KYL23のピンクソーダ、およびシトラスホワイトを発売（メテオブルーのみ1月31日発売）。
- 2月13日 - BASIO KYV32を発売。
- 2月20日 - INFOBAR A03（KYV33）、およびAQUOS K SHF31をそれぞれ発売。
- 4月23日 - Galaxy S6 edge SCV31を発売。
- 5月29日 - isai vivid LGV32を発売。
- 6月5日 - HTC J butterfly HTV31を発売。
- 6月11日 - Xperia Z4 SOV31を発売。
- 7月16日 - TORQUE G02を発売。
- 7月18日 - URBANO V02を発売。
- 9月25日 - iPhone 6sおよびiPhone 6s Plusを発売。
- 10月29日 - Xperia Z5 SOV32を発売。
- 12月11日 - DIGNO rafre KYV36を発売。
- 12月18日 - Galaxy A8 SCV32を発売。

2016年（平成28年）
- 1月23日 - AQUOS SERIE mini SHV33を発売。
- 2月5日 - Qua phoneを発売。
- 3月31日 - iPhone SEを発売。
- 5月19日 - Galaxy S7 edge SCV33を発売。
- 6月10日 - AQUOS SERIE SHV34を発売。
- 6月18日 - HTC 10 HTV32を発売。
- 6月24日 - Xperia X Performance SOV33およびAQUOS U SHV35を発売。
- 7月1日 - Qua phone PXを発売。
- 9月16日 - iPhone 7およびiPhone 7 Plusを発売。

## au ICカードの取り扱い
4G LTEでは3G（+WiMAX含む、以下同じ）とは契約が別の扱いである。そのため、契約変更を行うとau ICカードはau micro ICカード (LTE) またはau Nano ICカードに交換される。Nanoカードを使用するiPhone 5やiPad miniなどからMicroカードのAndroidへ機種変更する場合は、NanoカードをMicroカードへ変換するアダプターを使用するかMicroカードに交換する必要がある。LTE契約のMicroカードまたはアダプターを介するNanoカードを3G機種で使用することや、または3G契約のMicroカードをLTE機種で使用することはできない。
なお、au VoLTE契約およびLE契約(xxT31以降のタブレット)のNanoカードは当初からのLTE用のau ICカードとは別物となり、相互に入れ換えて利用することは原則できない。
4G LTE対応機種はロッククリアが必要ないため、オークションや、中古携帯電話販売店で購入した端末をauショップでの手続き不要でICカードを差し替えて利用できる。不正に入手されたと判断された端末については、ネットワーク利用制限がかけられており、ネットワーク利用制限携帯電話機照会で確認できる。判定が「×」である場合は通信することができない。

## プロモーション
通信規格上LTEは3Gの発展型であるため第3.9世代移動通信システムと位置付けられているが、「第3.5世代移動通信システム以上の技術に対しても4Gの呼称を認める」という国際電気通信連合（ITU）の声明に基づき、「4G」の呼称を使用している。これは、ソフトバンクモバイルの提供するSoftBank 4G LTE・AXGP方式を用いたSoftBank 4Gも同様である。
2012年10月17日に公式発表された2012年冬モデルから、WebやテレビCMなどでの広告を積極的に展開している。端末納入メーカー側のプロモーションでも、当サービスの大きな特徴となっている"高速通信"を前面に推したものが多い。また、iPhone 5以降のiPhoneの納入メーカー側を除くau 4G LTE対応の各機種のテレビCMには「au 4G LTE」のコール・ロゴが原則として含まれている。2013年冬モデル以降は納入メーカー側のCM、およびau向け版のiPhone 5cのオリジナルCM（「iPhone 数字」篇のみ）において「au 4G LTE 800MHz」のロゴが表記されるようになり、2014年夏モデル以降はキャリアアグリゲーション対応機種に限り納入メーカー側のオリジナルCMにおいて「au 4G LTE CA」のロゴが表記されるようになり、更に2014年冬モデル以降はau VoLTE対応機種に限り納入メーカー側のオリジナルCMにおいて「au VoLTE」のロゴが表記されるようになった。
キャッチコピー
- 超高速を、すべての人へ。（2012年10月 - 2013年8月）
- 驚きを、常識に。（2012年12月 - 2013年12月）
- ツナガルチカラ あたらしい au 4G LTE（2013年9月 - 2014年1月）
- つながるなんて、もう、当たり前。 あたらしい au 4G LTE（2014年1月 - 5月）
- スマホは、速さで選べ。CA・WiMAX2+（2014年6月 - 12月）
- 凄いのでました! 新auスマホ au VoLTE（2015年1月 - ）

CMイメージキャラクター（※はサブキャラクター扱い）
- au 4G LTE 「超高速・井川さん」篇[24]（2012年11月 - 2013年1月）・URBANO L01（2013年6月 - 8月）・ツナガルチカラ「リアル4G LTEライフ・剛力さん」篇／「リアル4G LTEライフ・井川さん」篇（2013年9月 - 10月）
  - 剛力彩芽
  - 井川遥
- ツナガルチカラ「リアル4G LTEライフ/大島さん」篇（2013年10月 - 11月）
  - 大島美幸 (森三中)
- ツナガルチカラ「リアル4G LTEライフ/きゃりーさん」篇（2013年11月 - 12月）
  - きゃりーぱみゅぱみゅ
- つながるなんて、もう、当たり前。「800MHz/トビラ」篇（2014年1月 - 2月）
  - 哀川翔
  - 剛力彩芽
  - 福士蒼汰
- つながるなんて、もう、当たり前。「800MHz/推理ドラマ」篇（2014年1月 - 2月）
  - 福士蒼汰
  - 剛力彩芽
  - 大和田伸也※
  - 杉本彩※
  - 池田成志※
  - 森三中※
- つながるなんて、もう、当たり前。「800MHz/トレンディドラマ」篇（2014年3月 - 4月）
  - 福士蒼汰
  - 剛力彩芽
  - 山村紅葉※
  - 森三中（村上知子は除く）※
- つながるなんて、もう、当たり前。「800MHz/スポ根ドラマ」篇（2014年4月 - 5月）
  - 福士蒼汰
  - 剛力彩芽
  - 照英※
  - 森三中（村上知子は除く）※
- CA・WiMAX2+「テニス」篇（2014年10月 - 11月）
  - 松岡修造
  - 柳原可奈子
  - 福士蒼汰※
- CA・WiMAX2+「宇宙スカッシュ」篇（2014年11月 - 12月）
  - 松岡修造
  - 柳原可奈子
  - 杉咲花※
- au VoLTE「玉手箱」篇（2015年1月 - 2月）
  - 松田翔太
  - 桐谷健太
  - 濱田岳
- au VoLTE「シンクコール・マネ太郎」篇（2015年2月 - 3月）
  - 松田翔太
  - 桐谷健太
  - 濱田岳

納入メーカー側のCMイメージキャラクター
- KYL21（2012年11月 - 12月 京セラ側のCM）
  - スーパーマン
- HTL21（2012年12月 - 2013年3月 HTC NIPPON側のCM）
  - 乃木坂46
    - 制服のマネキン - HTC NIPPON側のCMソング
- HTL22（2013年6月 - 8月 HTC NIPPON側のCM）
  - ベッキー
- SOL22（2013年6月 - 8月 ソニーモバイルコミュニケーションズ側のCM）
  - VAMPS（ただしhyde(L'Arc〜en〜Ciel)のみ出演）
    - AHEAD - ソニーモバイルコミュニケーションズ側のCMソング
- SHL22（2013年7月 - 8月 シャープ側のCM）
  - 野村周平
- LGL22（2013年11月 - 2014年3月 LGエレクトロニクス・ジャパン側のCM）
  - 川口春奈
    - チューイチューイトレイン（奥田民生）- LGエレクトロニクス・ジャパン側のCMソング。前期バージョンのみ
- SHL23（2013年11月 - 12月 シャープ側のCM）
  - 野村周平
- SOL24（2014年1月 - 2月 ソニーモバイルコミュニケーションズ側のCM）
  - スパイダーマン
- SHL25（2014年6月 - 7月 シャープ側のCM）
  - HKT48
- LGL24（2014年7月 - 9月 LGエレクトロニクス・ジャパン側のCM）
  - 川口春奈
    - アソビ（ゲスの極み乙女。） - LGエレクトロニクス・ジャパン側のCMソング
- KYY24（2014年7月 - 8月 京セラ側のCM）
  - 井手川直樹（MTBナショナルチャンピオン）
- LGV31（2014年12月 - LGエレクトロニクス・ジャパン側のCM）
  - 椎名林檎
    - ちちんぷいぷい - LGエレクトロニクス・ジャパン側のCMソング

CM放映はあったがイメージキャラクター非採用
- iPhone 5（2012年10月 - 2013年9月 アップル側のCM）
- iPad mini（2012年11月 - 2013年9月 アップル側のCM）
- SHL21（2012年11月 - 12月 シャープ側のCM）
- SOL21（2012年11月 - 12月 ソニーモバイルコミュニケーションズ側のCM）
- LGL21（2012年11月 - 12月 LGエレクトロニクス・ジャパン側のCM）
- PTL21（2012年11月 - 12月 パンテックワイヤレスジャパン側のCM）
- SHT21（2013年1月 - 2月 シャープ側のCM）
- INFOBAR A02（2013年2月 - 3月 KDDI側のCM）
- iPhone 5s/5c（2013年9月 - 2014年9月[25] アップル側のCM）
- iPhone 5c（「iPhone 数字」篇・2013年10月 - 11月 KDDI側のCM）
- SOL23（2013年10月 - 11月 ソニーモバイルコミュニケーションズ側のCM）
- SCL22（2013年10月 - 12月 サムスン電子ジャパン側のCM）
- SOL25（2014年5月 - 7月 ソニーモバイルコミュニケーションズ側のCM）
- SCL23（2014年7月 - 9月 サムスン電子ジャパン側のCM）
- iPhone 6/6 Plus（2014年9月 - アップル側のCM）
- iPhone 6/6 Plus（「iPhone 親子」篇・2014年10月 - 12月 KDDI側のCM）
- SCL24（2014年10月 - 12月 サムスン電子ジャパン側のCM）
- SOL26（2015年2月 - 3月 ソニーモバイルコミュニケーションズ側のCM）
- SCV31（2015年4月 - サムスン電子ジャパン側のCM）

## ギャラリー

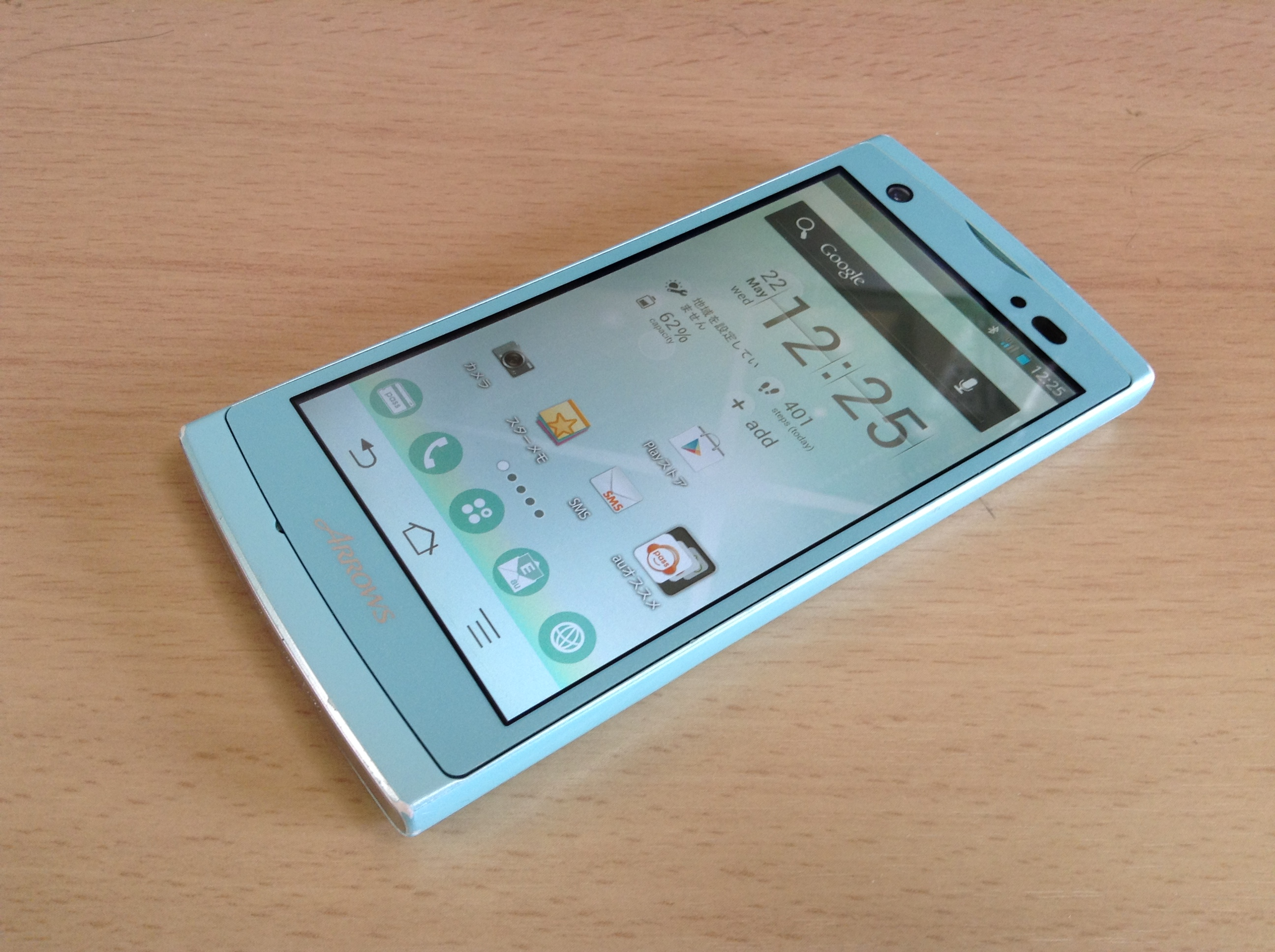
FJL21 ARROWS ef
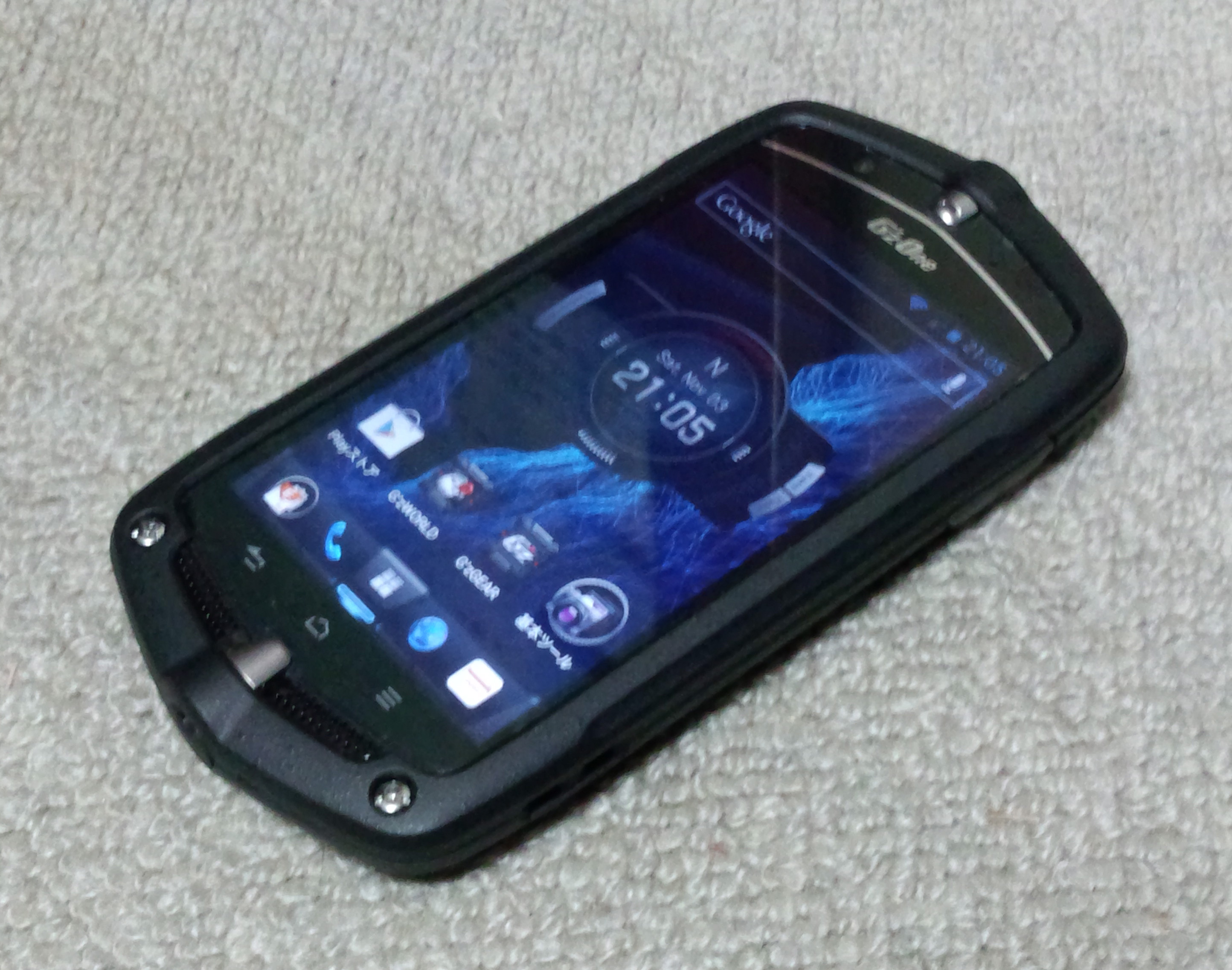
CAL21 G'zOne
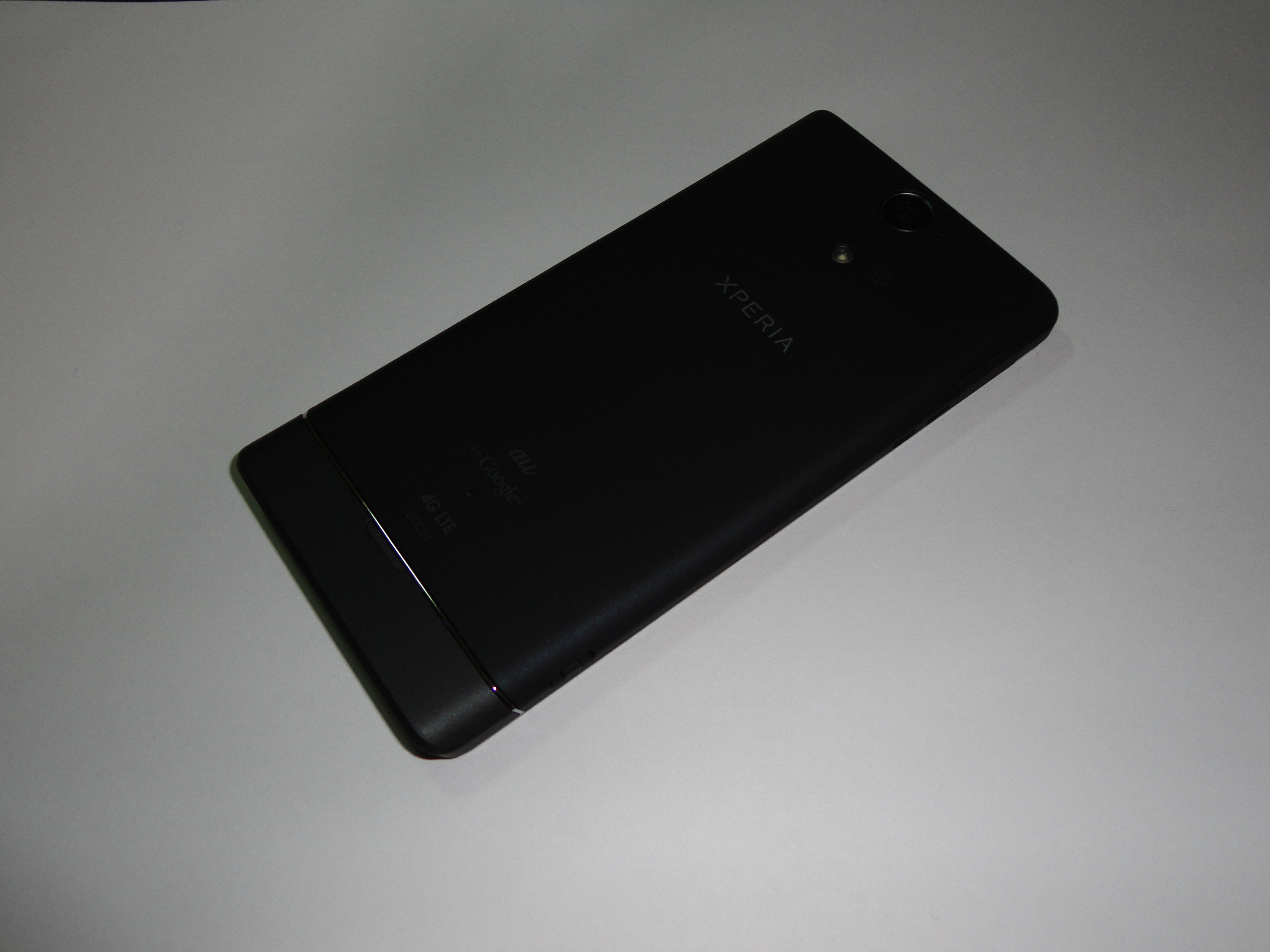
SOL21 Xperia VL
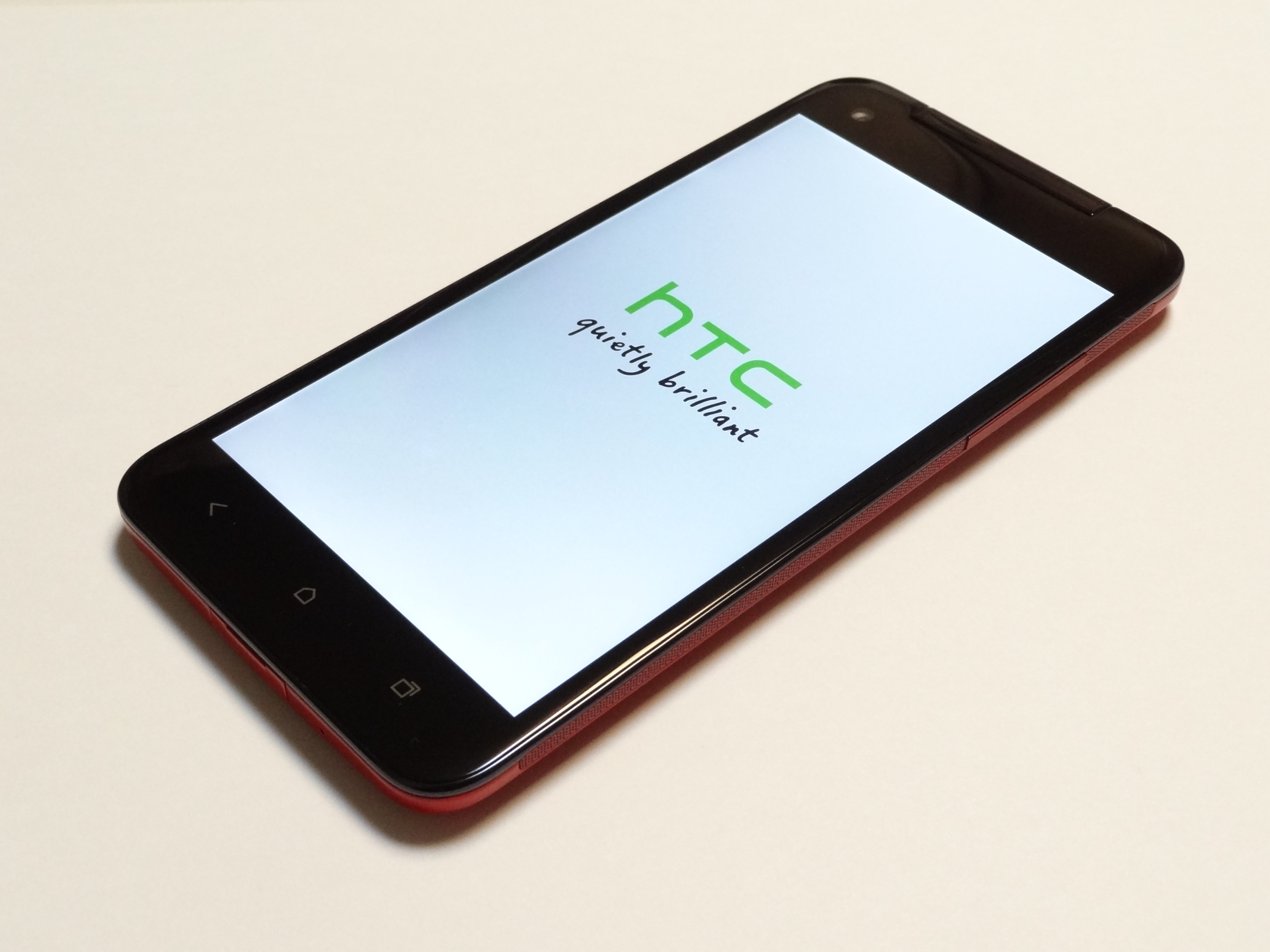
HTL21 HTC J butterfly
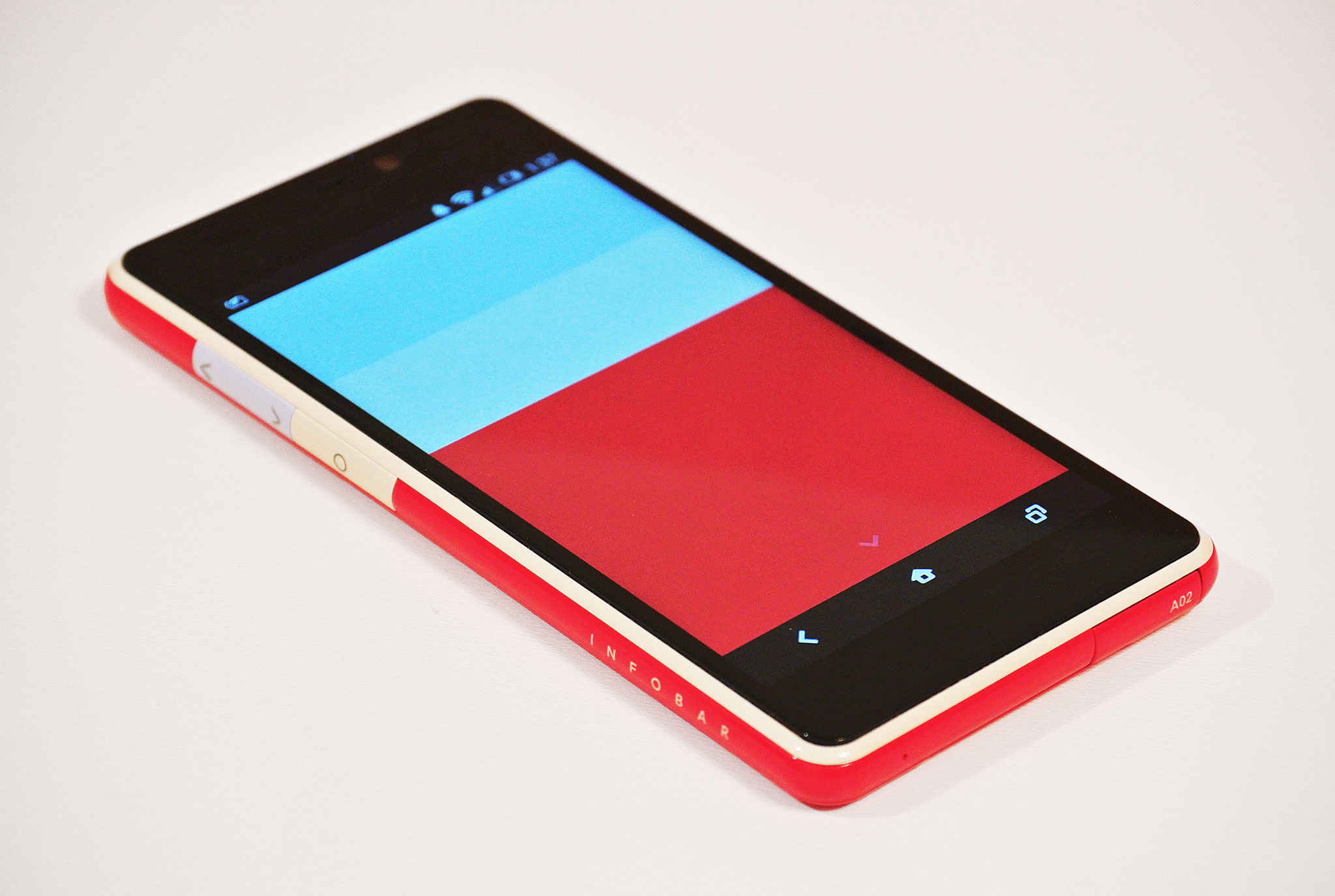
INFOBAR A02（HTX21）
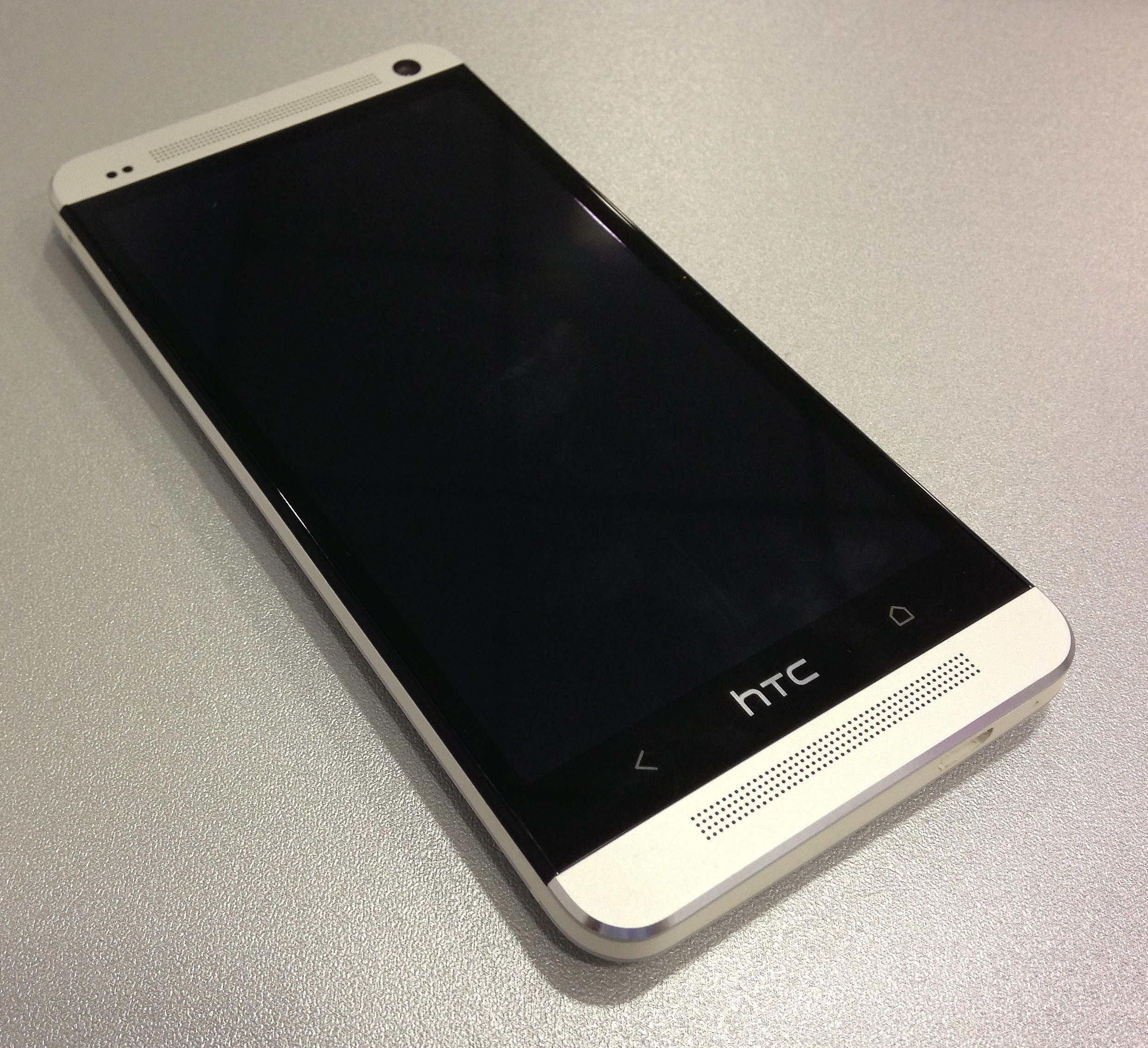
HTC J Oneのベースモデル、グローバル版のHTC One
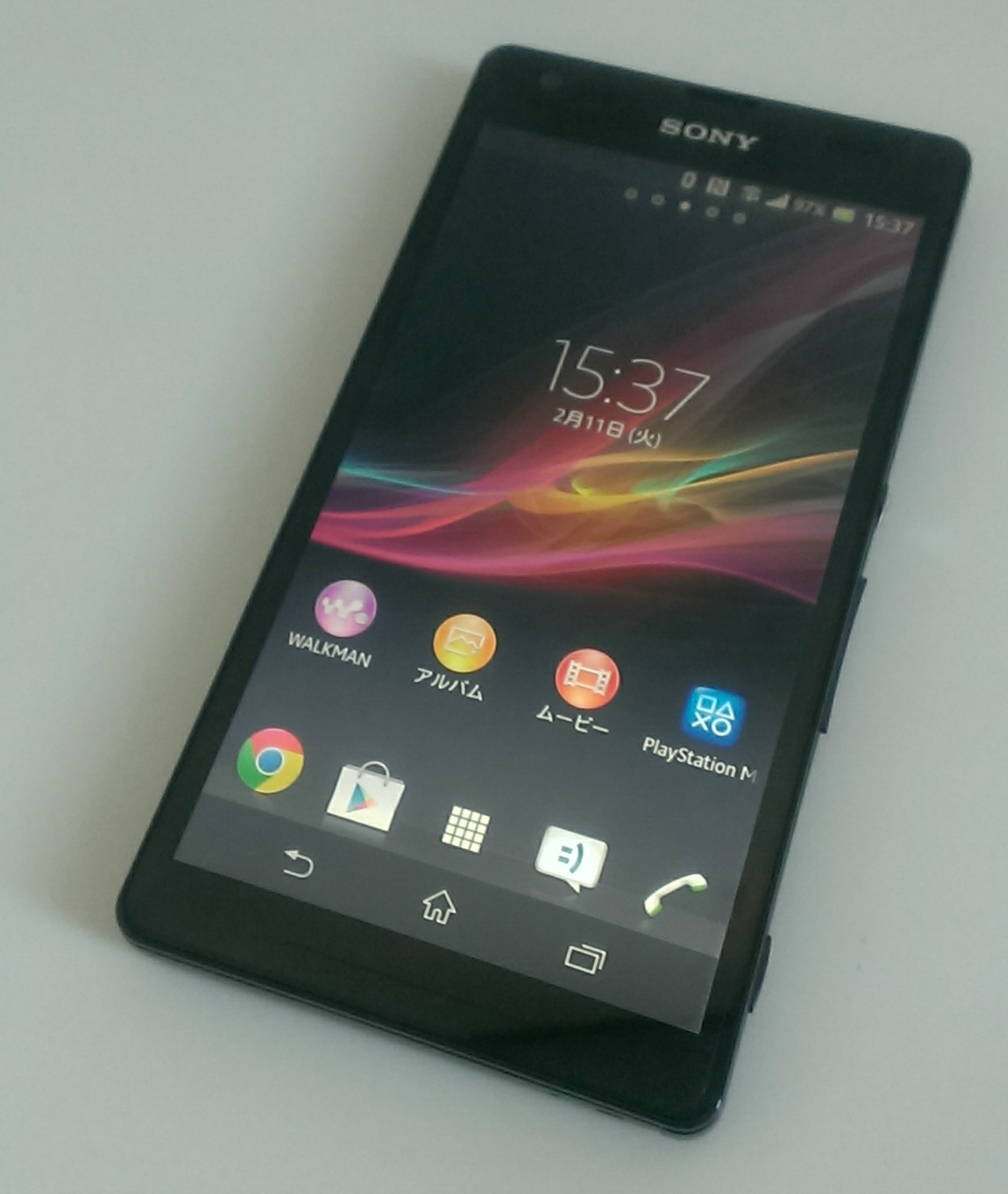
SOL22 Xperia UL
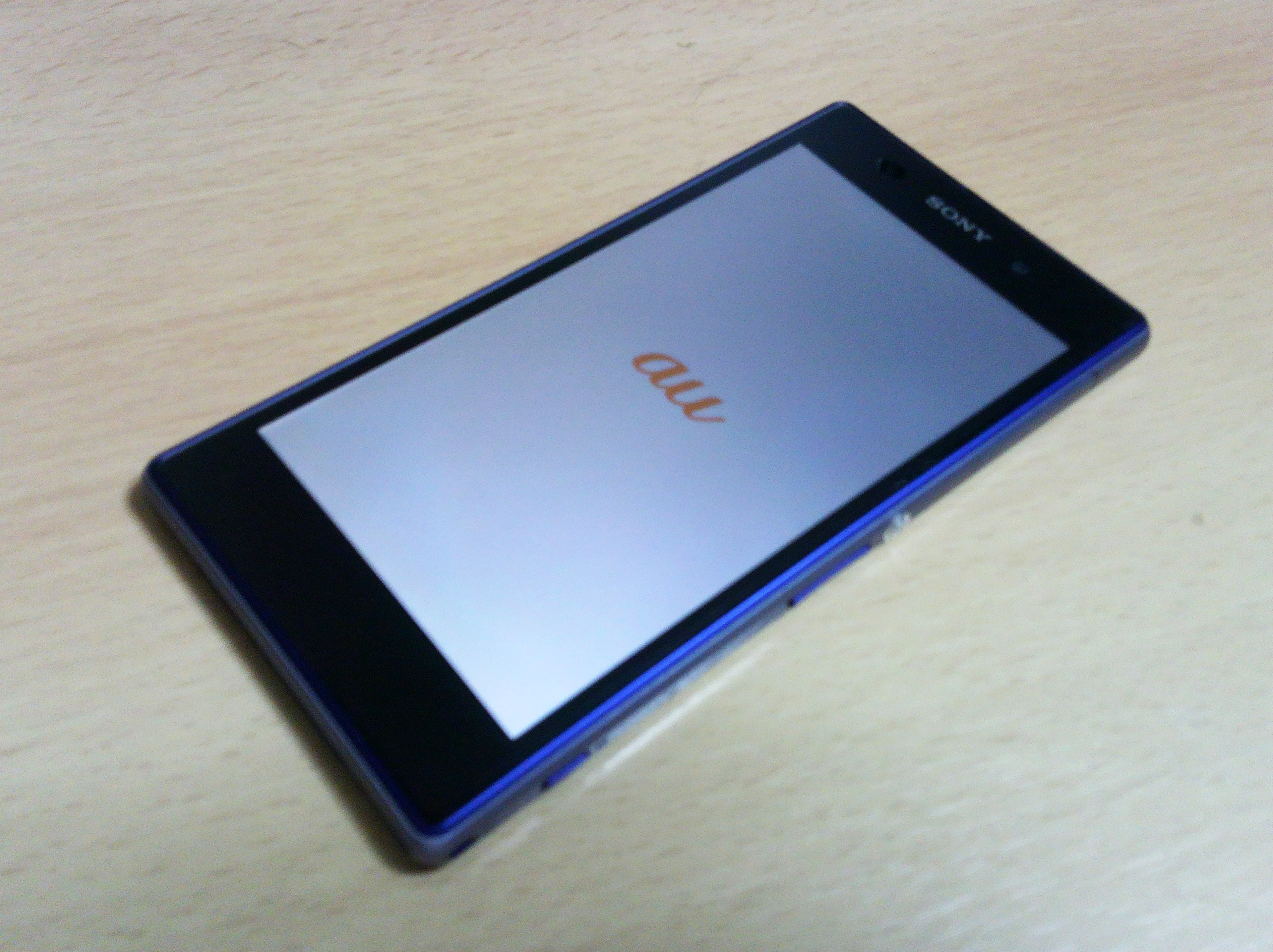
SOL23 Xperia Z1
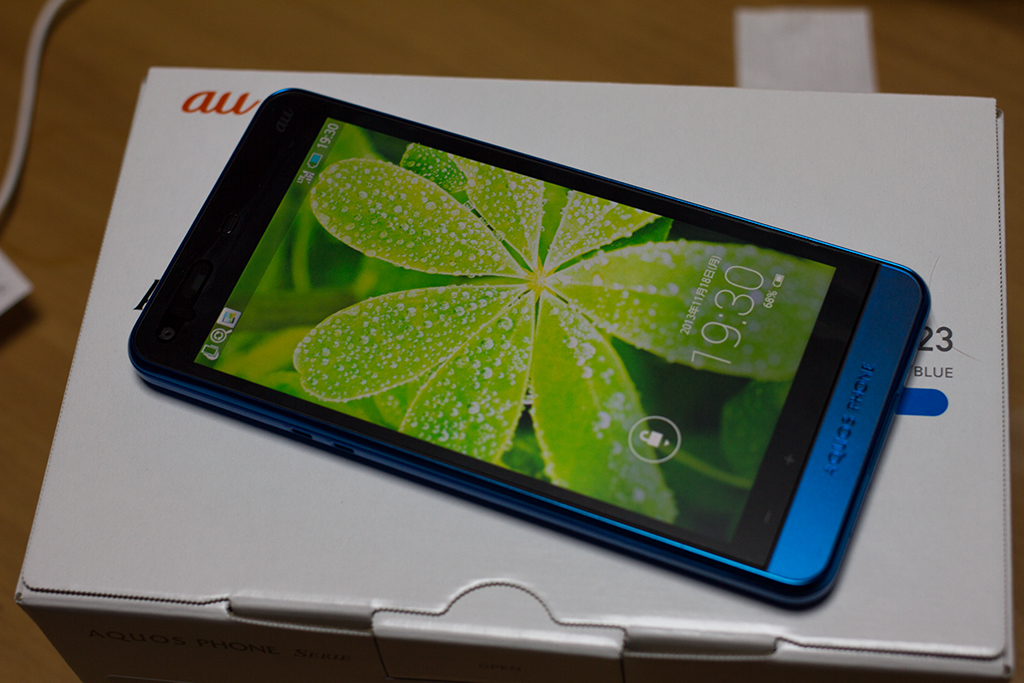
SHL23 AQUOS PHONE SERIE
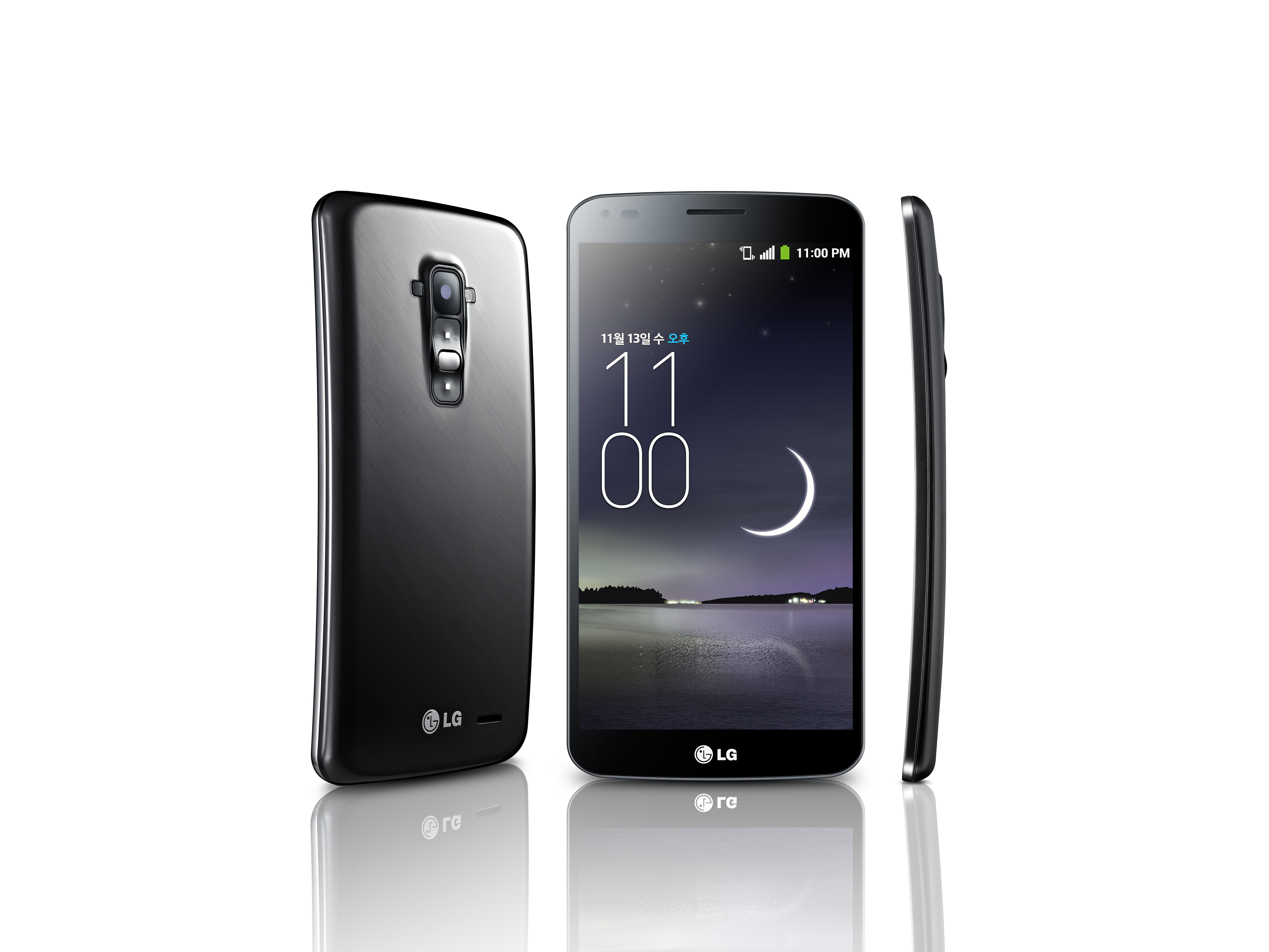
LGL23 G Flex
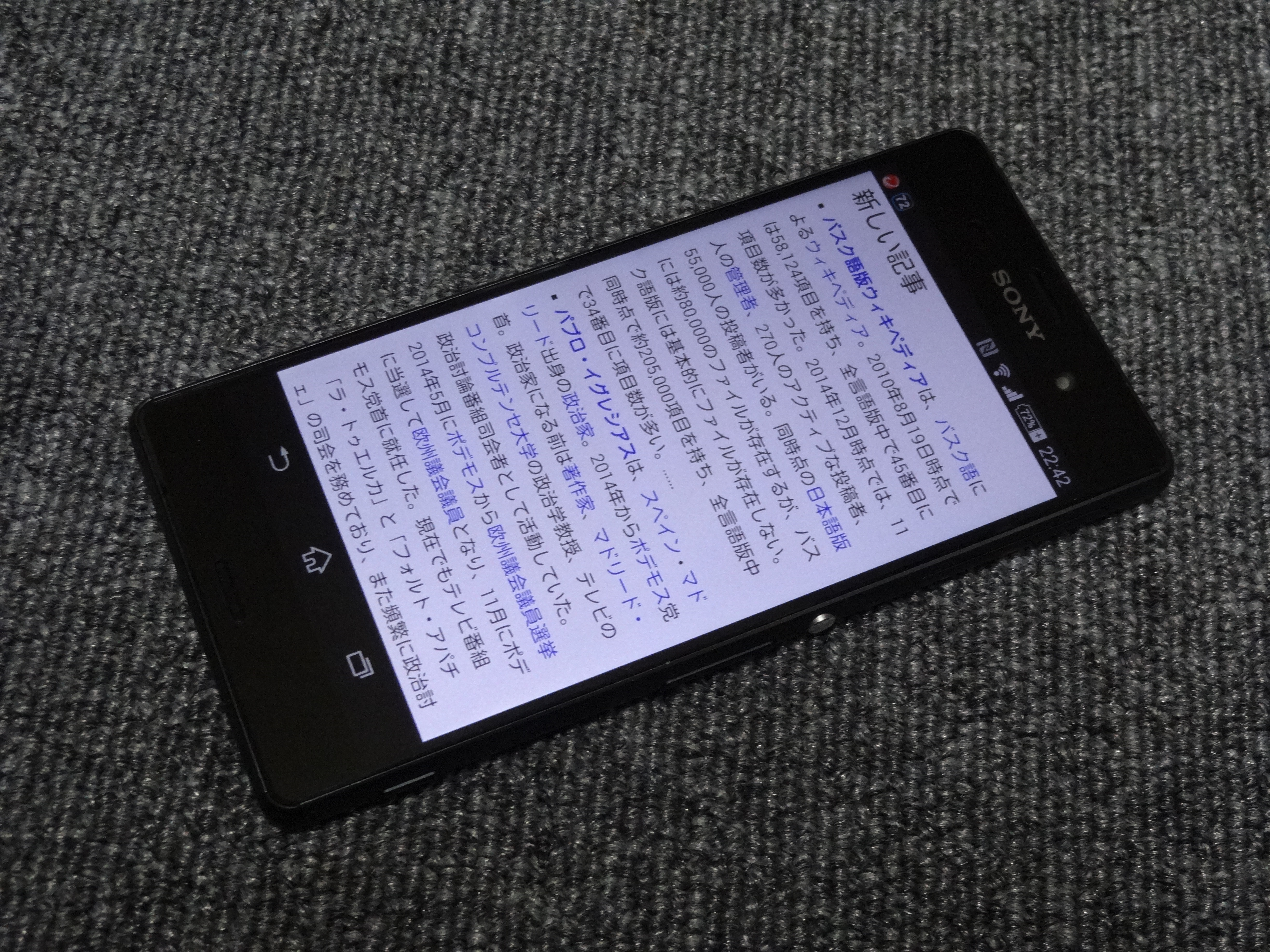
SOL26 Xperia Z3